# ماريا دي ثاياس
ماريا دي ثاياس سوتومايور (بالإسبانية: María de Zayas)‏ كاتبة إسبانية شهيرة وُلدت في مدريد عام 1590. انتمت دي ثاياس إلى حقبة العصر الذهبي الإسباني، واستمرت إعادة طباعة أعمالها خلال القرن الثامن عشر، حتى قررت محاكم التفتيش حظر نشر أعمالها الروائية. وأثرت دي ثاياس كثيرًا في كتابات الحركة النسوية. نشرت دي ثاياس الجزء الأول من روايتها روايات المحبة والمثالية عام 1637 أثناء إقامتها في سرقسطة، وهي عبارة عن مجموعة من عشرة روايات محظيات قائمة على تحليل الطبقات الطبقات الاجتماعية العليا في عصرها، والتي استلهمتها من أعمال ميجيل دي ثيربانتس. وبالإضافة إلى ذلك، برزت أيضًا أعمال أخرى مثل خيبات الأمل والخيانة في الصداقة على قمة أعمال الكاتبة التي توفيت في مدريد عام 1661.